# 1667.
◄ | 16. stoljeće | 17. stoljeće | 18. stoljeće | ►
◄ | 1630-ih | 1640-ih | 1650-ih | 1660-ih | 1670-ih | 1680-ih | 1690-ih | ►
◄◄ | ◄ | 1664. | 1665. | 1666. | 1667. | 1668. | 1669. | 1670. | ► | ►►
Arhitektura • Astronomija • Biologija • Glazba • Kazalište • Kemija • Kiparstvo • Knjige • Književnost • Kršćanstvo • Medicina • Politika • Pravo • Promet • Slikarstvo • Znanost

## Događaji
- 6. travnja – Katastrofalan potres u Dubrovniku.
- 30. siječnja – potpisan Andrusovski mir, čime je završio rusko-poljski rat
- 17. studenoga – Zametnula se žestoka oružana bitka na potoku Medveščaku između Gradca i Kaptola kad su Kaptolci pokušali urediti svoj dio mosta. Od tad datira ime Krvavi most.[1]

## Rođenja
- 30. studenog – Jonathan Swift, engleski književnik († 1745.)

## Smrti
- 25. travnja – Ivan Zakmardi, protonator hrvatskog kraljevstva (* početkom 16. stoljeća)
- 2. kolovoza – Francesco Borromini, talijanski arhitekt i kipar (* 1599.)

## Vanjske poveznice
|  | Zajednički poslužitelj ima još gradiva o temi 1667. |